# Santa Cruz Warriors 2013-2014
La stagione 2013-14 dei Santa Cruz Warriors fu l'8ª nella NBA D-League per la franchigia.
I Santa Cruz Warriors arrivarono secondi nella West Division con un record di 29-21. Nei play-off vinsero i quarti di finale con i Los Angeles D-Fenders (2-0), le semifinali con i Rio Grande Valley Vipers (2-1), perdendo poi la finale con i Fort Wayne Mad Ants (2-0).

## Roster
| N° | Naz.                            | Ruolo | Sportivo          | Anno | Alt. | Peso |
| -- | ------------------------------- | ----- | ----------------- | ---- | ---- | ---- |
| 2  | Stati Uniti (bandiera)          | G     | Kent Bazemore     | 1989 | 196  | 91   |
| 2  | Stati Uniti (bandiera)          | G     | MarShon Brooks    | 1989 | 196  | 91   |
| 7  | Stati Uniti (bandiera)          | G     | Dan Nwaelele      | 1984 | 193  | 93   |
| 9  | Stati Uniti (bandiera)          | G     | Cameron Jones     | 1989 | 193  | 84   |
| 12 | Stati Uniti (bandiera)          | G     | Stefhon Hannah    | 1985 | 185  | 79   |
| 12 | Stati Uniti (bandiera)          | G     | Scott Machado     | 1990 | 185  | 93   |
| 13 | Stati Uniti (bandiera)          | G     | Seth Curry        | 1990 | 185  | 82   |
| 14 | Serbia (bandiera)               | G     | Nemanja Nedović   | 1991 | 191  | 87   |
| 15 | Stati Uniti (bandiera)          | GA    | Mychel Thompson   | 1985 | 201  | 98   |
| 17 | Stati Uniti (bandiera)          | G     | Kiwi Gardner      | 1993 | 170  | 70   |
| 18 | Stati Uniti (bandiera)          | A     | Dominic McGuire   | 1985 | 206  | 107  |
| 19 | Stati Uniti (bandiera)          | A     | Joe Alexander     | 1986 | 203  | 100  |
| 21 | Stati Uniti (bandiera)          | C     | Dewayne Dedmon    | 1989 | 213  | 108  |
| 22 | Stati Uniti (bandiera)          | A     | Lance Goulbourne  | 1989 | 203  | 104  |
| 22 | Stati Uniti (bandiera)          | A     | Orion Outerbridge | 1988 | 206  | 100  |
| 23 | Stati Uniti (bandiera)          | G     | Maurice Baker     | 1979 | 185  | 79   |
| 24 | Stati Uniti (bandiera)          | G     | William Buford    | 1990 | 196  | 98   |
| 32 | Bosnia ed Erzegovina (bandiera) | C     | Ognjen Kuzmić     | 1990 | 216  | 105  |
| 34 | Stati Uniti (bandiera)          | AC    | Hilton Armstrong  | 1984 | 211  | 107  |
| 42 | Stati Uniti (bandiera)          | A     | Kevin Kotzur      | 1989 | 203  | 118  |

## Staff tecnico
- Allenatore: Casey Hill
- Vice-allenatori: Phil Hubbard, James Andrisevic
- Preparatore atletico: Michael Douglas